# Yudaohe
Yudaohe (kinesiska: 峪道河, 峪道河镇) är en köping i Kina. Den ligger i provinsen Shanxi, i den norra delen av landet, omkring 91 kilometer sydväst om provinshuvudstaden Taiyuan. Antalet invånare är 20 799. Befolkningen består av 10 007 kvinnor och 10 792 män. Barn under 15 år utgör 17,0 %, vuxna 15-64 år 72 %, och äldre över 65 år 9,0 %.
Genomsnittlig årsnederbörd är 686 millimeter. Den regnigaste månaden är juli, med i genomsnitt 239 mm nederbörd, och den torraste är december, med 3 mm nederbörd.